# Farah (province)
Pour les articles homonymes, voir Farah.
Farah ou Farâh est une province de l'ouest de l'Afghanistan. Sa capitale est Farah.

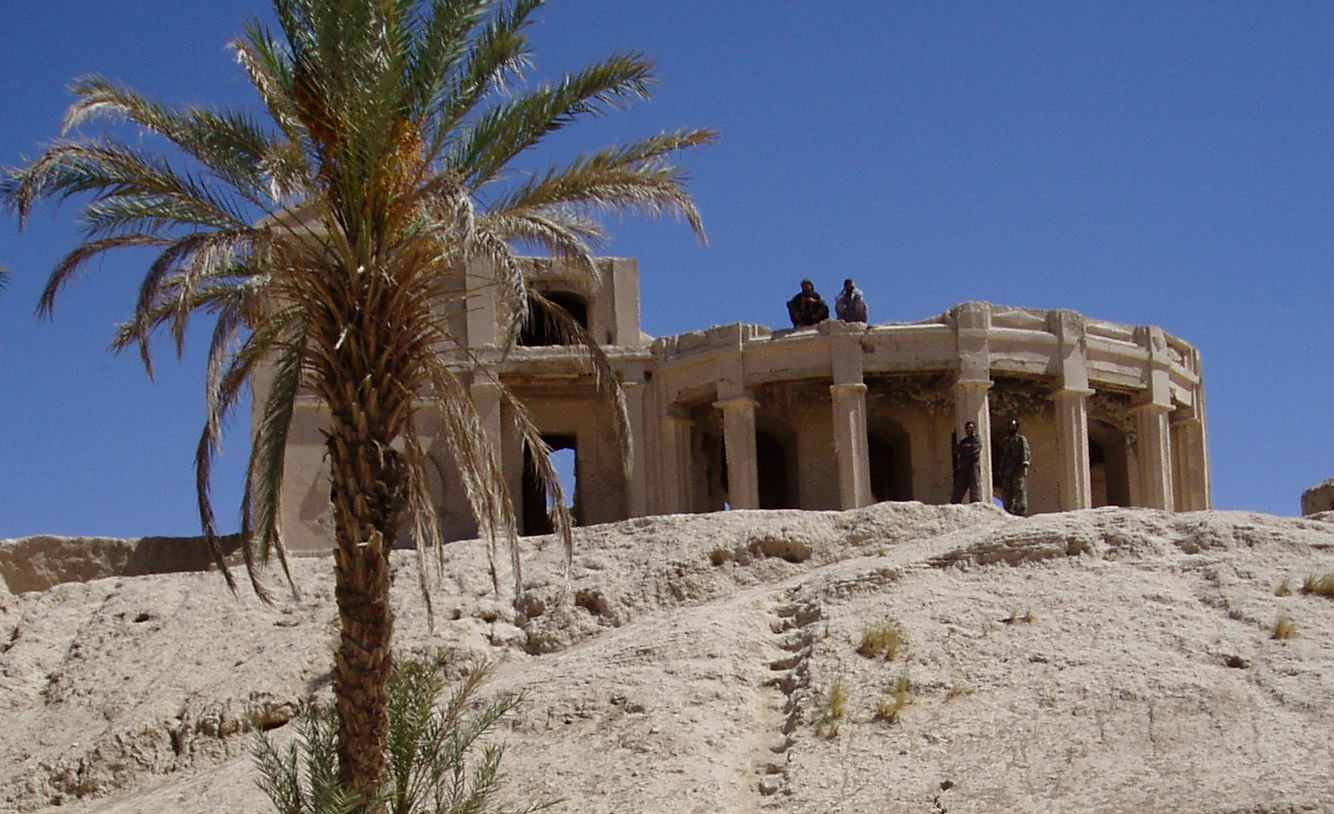
La Citadelle d'Alexandre le Grand à Farah, Afghanistan

Cette province est l'une des plus pauvres d’Afghanistan[réf. nécessaire].

## Géographie
La province de Farah est bordée au nord par celle d'Hérat, au sud par celle de Nimroz, et à l'extrême-est par les provinces de Ghor et d'Helmand. Elle partage également une frontière à l'ouest avec l'Iran.

## Population
La minorité perse chiite est concentrée dans la capitale de cette province[réf. nécessaire].
Il y a aussi beaucoup de Pachtounes car, depuis 1747, le gouvernement afghan a essayé de coloniser les régions persanes telles que Farah pour y assurer sa domination[réf. nécessaire].
Début juin 2009, dix-huit mercenaires, de la société militaire privée Hangar, ont été tués dans cette province (voir guerre d'Afghanistan).

## Politique
Cette province a été représentée par la jeune députée Malalai Joya.
Malalai Joya a été élue en 2005 la plus jeune députée au Parlement afghan mais elle en a aussi été exclue le 21 mai 2007 pour avoir dit à la télévision à propos de ses collègues parlementaires :  « ils sont pires que des vaches et des ânes, ils sont comme des dragons »[réf. nécessaire][pertinence contestée].

## Histoire récente
- Les talibans y sont actifs dans l'ouest de la province[3].

## Districts

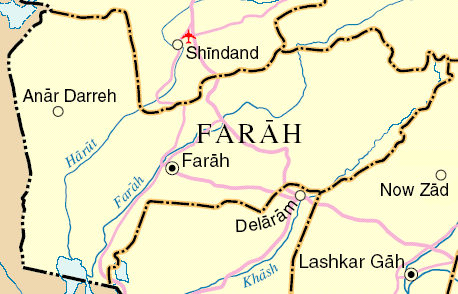
Plan de la province de farah.

Districts de la province de Farah.

La province de Farâh est constituée de 11 districts.
| District       | Capitale       | Population     | Superficie | Notes |
| -------------- | -------------- | -------------- | ---------- | ----- |
| Anâr Darreh    | Anâr Darreh    | 30 000 (2005)  |            |       |
| Bakwa          | Sultani Bakwa  | 79 529 (2004)  |            |       |
| Bala Buluk     | Bala Buluk     | 100 429 (2004) |            |       |
| Farâh          | Farah          | 159 310 (2004) |            |       |
| Gulistan       | Gulistan       | 53 780 (2004)  |            |       |
| Khak e Safed   | Khak e Safed   | 43 000 (2004)  |            |       |
| Lash wa Juwayn | Lash wa Juwayn | 28 000 (2005)  |            |       |
| Pur Chaman     | Pur Chaman     |                |            |       |
| Push e Rod     |                | 52 000 (2004)  |            |       |
| Qala i Kah     | Qala i Kah     | 21 000 (2005)  |            |       |
| Shib Koh       | Shib Koh       | 328 000 (2005) |            |       |